# Jarville-la-Malgrange
Jarville-la-Malgrange település Franciaországban, Meurthe-et-Moselle megyében. Lakosainak száma 9362 fő (2022. január 1.). Jarville-la-Malgrange Heillecourt, Laneuveville-devant-Nancy, Nancy, Tomblaine és Vandœuvre-lès-Nancy községekkel határos.

## Népesség
A település népességének változása:
| Lakosok száma | 12 154 | 11 350 | 9746 | 9444 | 9415 | 9273 | 9264 | 9312 | 9396 | 9362 |
|               | 1968   | 1982   | 1999 | 2006 | 2011 | 2015 | 2017 | 2018 | 2020 | 2022 |